# Rolls-Royce Spectre
Rolls-Royce Spectre là một mẫu xe điện hạng sang cỡ lớn được sản xuất bởi Rolls-Royce Motor Cars. Đây là mẫu ô tô chạy điện đầu tiên trong lịch sử của hãng, được xây dựng trên cùng nền tảng kiến trúc với Phantom, Ghost và Cullinan. Những đợt giao xe đầu tiên dự kiến sẽ diễn ra vào quý cuối của năm 2023.

## Tổng quan

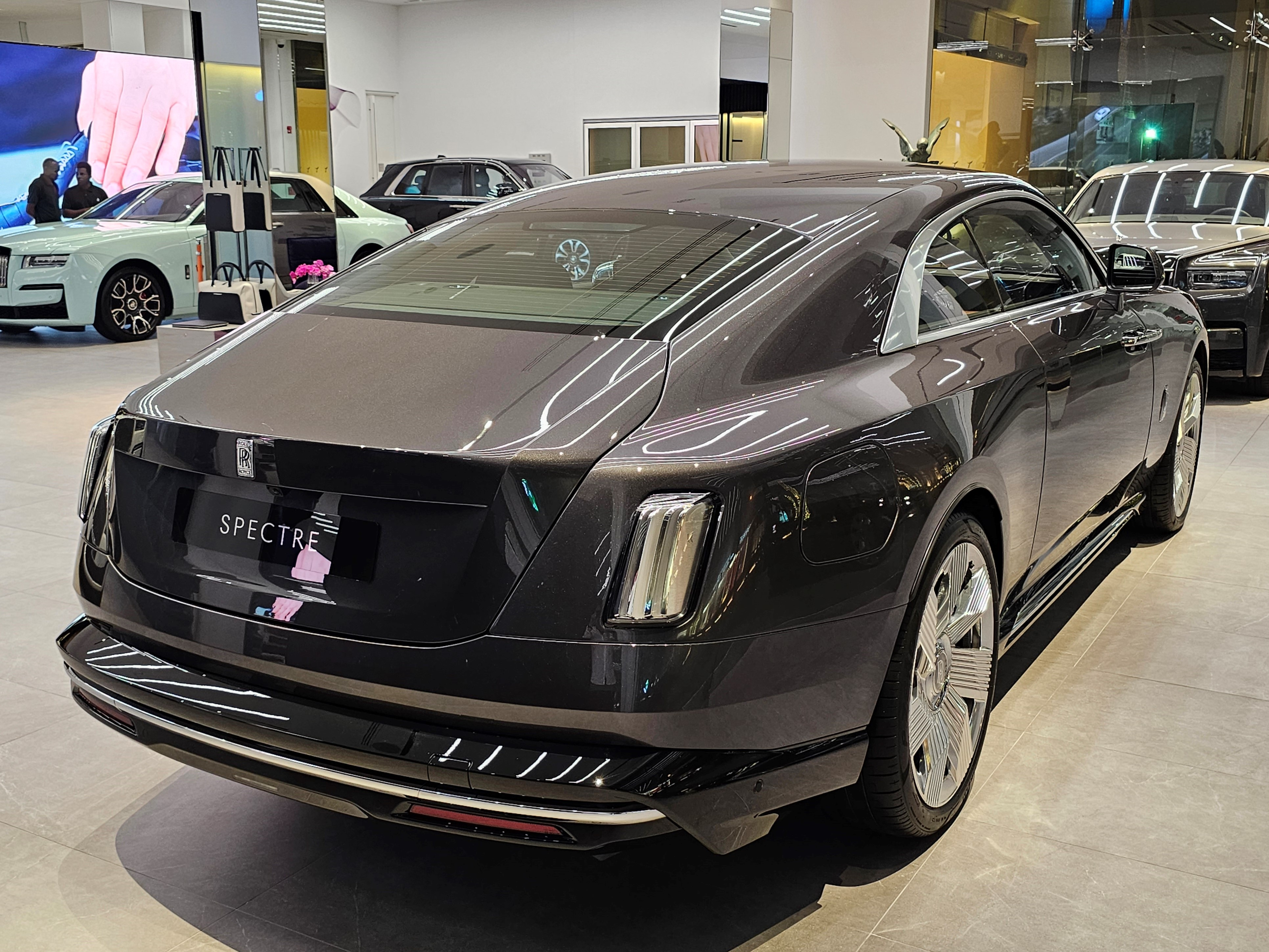
Đuôi xe

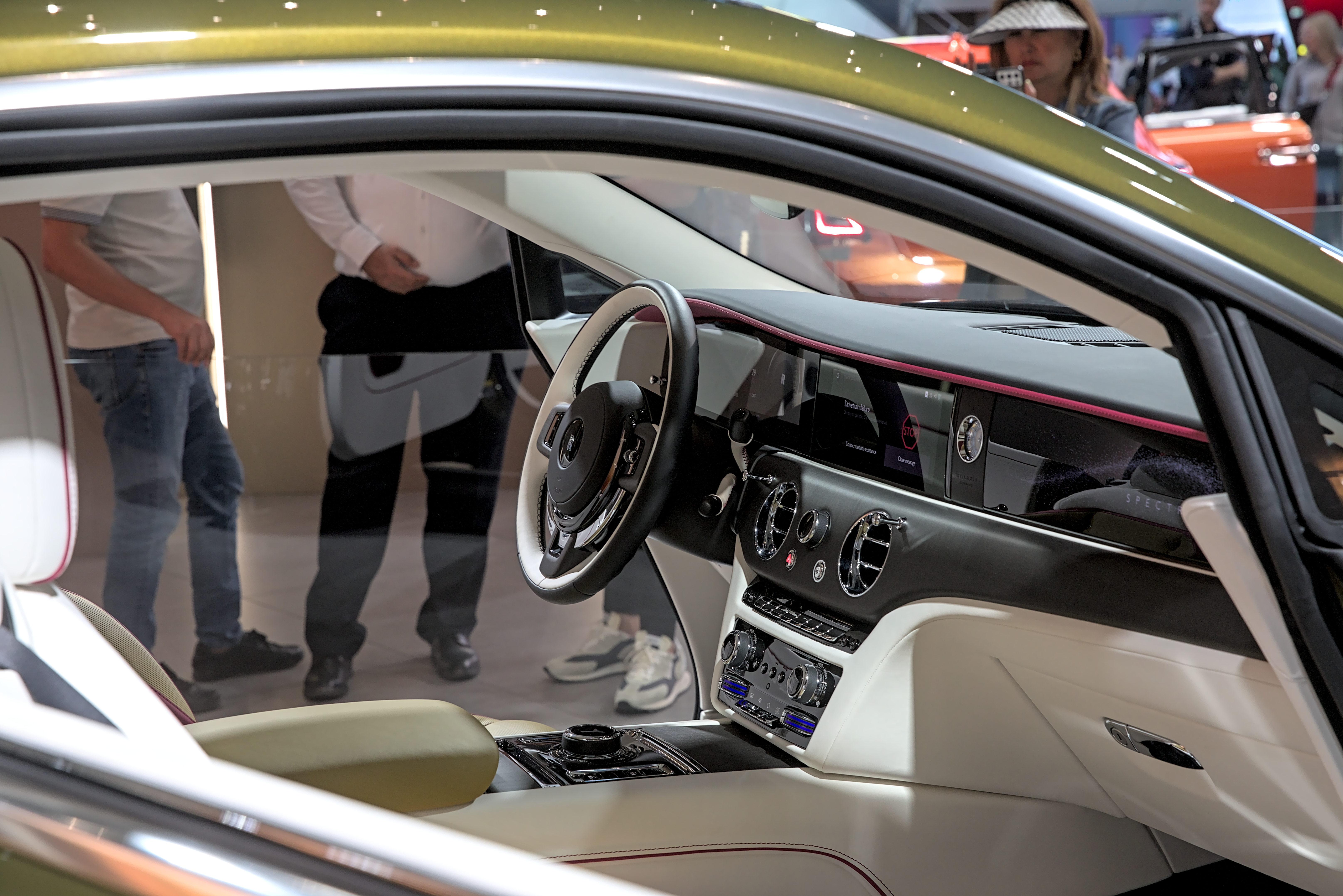
Nội thất

Rolls-Royce Spectre có phạm vi hoạt động trong thành phố là 260 dặm (420 km) tuân theo quy chuẩn EPA, trong khi quãng đường di chuyển của xe đạt mức 321 dặm (517 km) nếu xét theo tiêu chuẩn WLTP. Với hệ số cản chỉ ở mức 0.25, đây chính là mẫu Rolls-Royce có thiết kế mang tính khí động học cao nhất từng được chế tạo. Spectre được trang bị động cơ kép giúp sản sinh công suất 585 PS (430 kW; 577 hp) và mô-men xoắn 900 N⋅m (664 lb⋅ft), tăng tốc từ 0–100 km/h (0–62 mph) chỉ trong vòng 4.2 giây.
Phía trên phần lưới tản nhiệt của Spectre chính là biểu tượng huyền thoại Spirit of Ecstasy được thiết kế lại, với chiếc áo choàng bay phấp phới (thường bị nhiều người lầm tưởng là đôi cánh đang dang rộng) có tư thế thấp hơn, kiểu cách năng động hơn và tạo hình chân thật hơn, phát triển theo hướng tăng tính khí động học. Phiên bản mới của biểu tượng Spirit of Ecstasy có chiều cao 83 mm (3,3 in), thấp hơn so với mẫu tiền nhiệm với thông số đạt mức 100 mm (3,9 in). Thiết kế này đã giúp nó mang nét gần gũi hơn so với bản phát họa được họa sĩ người Anh Charles Robinson Sykes thảo ra hồi đầu thế kỷ 20. Giám đốc điều hành Torsten Müller-Ötvös cho biết, "Spirit of Ecstasy là biểu tượng nhãn hiệu xe hơi dễ nhận biết nhất trên thế giới. Tương tự như công ty và những chiếc xe hơi động cơ của hãng, biểu tượng đã thay đổi liên tục theo thời gian, nhưng vẫn giữ nguyên vẹn nguồn gốc và nguồn cảm hứng của mình". Theo hãng Rolls-Royce, biểu tượng Spirit of Ecstasy kiểu mới sẽ xuất hiện trên tất cả những mẫu xe kế nhiệm của Spectre trong tương lai.

## Lịch sử
Vào tháng 9 năm 2021, Rolls-Royce đã thông báo về sự xuất hiện của mẫu Spectre và xác nhận rằng xe đã bắt đầu đi vào giai đoạn thử nghiệm. Ông Torsten Muller-Otvos khẳng định Spectre sẽ không kế nhiệm Wraith mà thay vào đó kế thừa tinh thần của dòng Phantom Coupe được sản xuất từ năm 2008 đến 2016. Ngày 18 tháng 10 năm 2022, hãng xe đã chính thức công bố mẫu xe chạy điện đầu tiên của mình trên các trang truyền thông. Với tên gọi mang ý nghĩa "Bóng ma", Spectre đã tiếp tục nối tiếp truyền thống lâu đời của Rolls-Royce trong việc đặt những cái tên có phần ma quái, siêu nhiên cho những sản phẩm của hãng.